# Битва при Сарысу
Битва при Сарысу — вооружённое столкновение между Казахским ханством и ордосскими монголами, произошедшее в 1572 году в местности Шира Мурэн (Сарысу).

## Предыстория
Согласно хронике «Эрдинийн Тобчи», в 1572 году монгольские чингизиды, младшие братья Хутугтая Сэцэн Хунтайджи — Буяндар Хулачи Баатур и Саин Дара Чинг Баатур, возглавив ордосское войско, совершили набег на Тогмак (монгольское название Дешт-и-Кипчака).
В самом тексте хроники говорится:
>

«Два младших брата Хутугтай Сэцэн Хунтайджи по имени Буяндара Хулачи Багатур и Саин Дара Чинг Багатур в год Обезьяны (1572) энергично выступили против Тогмака»
В районе Шира Мурэн (Сарысу) они напали на Аксар-хагана (то есть Хак-Назар-хана), разграбили кочевья, захватили пленных и скот. Среди пленных оказалась и супруга хана по имени Чиоки (Чэугэй), которую Чинг Баатур оставил себе. После этого ордосские монголы отступили. Исследователь А.Н. Аристов анализируя этот эпизод писал по этому поводу: 
>

«В 1572 году, братья Сэцэна; Буяндара и Саиндара ходили войной на Токмак; на Шира-мурени (Сары-су вероятно), встретили они Аскар хагана и захватили у него много людей и скота».

## История
Подробных сведений о битве не сохранилось. После известия о набеге, Хак-Назар-хан собрал армию численностью около 100 тысяч человек и двинулся в погоню за ордосцами. Монгольские источники свидетельствуют следующее:

«Аксар Хаган поспешил за ними во главе войска из сотни тысяч мужчин и нагнал их на местности Нитсюгюн Хасулук, где и разразилась сама битва».
Догнав противника в районе Ницзюгюн Хасулук, казахское войско напало на монголов. В результате ожесточённого сражения армия ордосцев была разгромлена. А. Н. Аристов по этому поводу писал:

«Во время обратного пути монгольских богатырей Аскар хаган с 100 т.ч. напал на них на высотах Ницзюгюн Хасулук; монгольское войско было истреблено и едва успело спастись бегством несколько человек».
В ходе битвы погибли ряд монгольских командиров: Саин Хайнук, Тодадаха Тайджи, Тёрёбай Баатур, Борсай Дайчинг, Чинг Баатур и Хулачи Баатур. Единственным, кому удалось спастись, стал Ольдшей Ильдучи, который, захватив лошадь Саин Хайнука, пробился через поле боя и скрылся.